# Соловейко строкатий
Солове́йко строкатий (Calliope obscura) — вид горобцеподібних птахів родини мухоловкових (Muscicapidae). Мешкає в горах Китаю.

## Опис
Довжина птаха становить 12,5-14,5 см. У самців верхня частина тіла темно-сіра, верхні покривні пера хвоста тьмяно-чорні. Махові пера тьмяно-чорні з вузькими темно-сірими зовнішніми краями, першорядні махові пера біля основи мають білуваті краї. Центральна пара стернових пера чорна, інші стернові пера на 2/3 біля основи білі, на кінці чорні. Обличчя, підборіддя, горло і шия тьмяно-чорні, груди і живіт білі з кремово-охристим відтінком, боки попелясто-сірі, нижні покривні пера хвоста сірі. Нижні покривні пера крил сірі з білими кінчиками. Райдужки темно-сірі, дзьоб чорний, лапи світло-сірі. У самиць нижня частина тіла поцяткована темним лускоподібним візерунком, нижні покривні пера хвоста білі, хвіст більш рудий, лапи світло-рожеві.

## Поширення і екологія
Строкаті соловейки гніздяться в горах на заході Центрального Китаю, на південному сході Ганьсу, південному заході Шеньсі (гори Циньлін), півночі Сичуаня і півночі Юньнаня. Взимку вони мігрують на південь, однак місце їх зимівлі невідоме. Бродячі птахи спостерігалися на північному заході Таїланду. Строкаті соловейки живуть в гірських бамбукових заростях та в гірських хвойних і мішаних лісах, на висоті від 2100 до 3350 м над рівнем моря. Живляться комахами, павуками та іншими безхребетними.

## Збереження
Строкаті соловейки є рідкісними, малодослідженими птахами, яких від моменту їх відкриття у 1886 році протягом наступних 120 років спостерігали лише кілька разів. У 2011 році група вчених знайшла місце гніздування цього виду в горах Циньлін, де їм вдалося зафіксувати 14 самців, а в наступному році — 24 самця і 2 самиці. МСОП класифікує цей вид як вразливий. За оцінками дослідників, популяція строкатих соловейків становить від 2500 до 15000 птахів. Їм загрожує знищення природного середовища.